# محمد بن يحيى آل صايل
محمد بن يحيى آل صايل مهندس سعودي يشغل منصب رئيس الهيئة العامة للمساحة والمعلومات الجيومكانية في السعودية من 18 نوفمبر 2021م.

## التعليم
- حاصل على دكتوراه في هندسة المساحة والمعلومات الجيومكانية من جامعة هانوفر في ألمانيا.
- حاصل على الماجستير في هندسة المساحة والمعلومات الجيومكانية (الجيوماتكس) من جامعة تورنتو في كندا.
- حاصل على البكالوريوس في الهندسة المدنية من جامعة روجر وليمز في أمريكا.
- حاصل على الدبلوم العالي في المساحة من مدرسة المساحة البريطانية التابعة لسلاح المساحة الملكي البريطاني.[2]

## العمل والمناصب
- رئيس الهيئة العامة للمساحة والمعلومات الجيومكانية في السعودية من 18 نوفمبر 2021.
- المنسق الإقليمي للدول العربية لدى الجمعية العالمية للمسح الجوي والاستشعار عن بعد International Society For Photogrammetry and Remote Sensing (ISPRS)، من يناير 2023.
- شغل منصب نائب مدير عام الإدارة العامة للمساحة العسكرية.
- شغل منصب الرئيس التنفيذي لشركة الجودة الجيومكانية للاستشارات الهندسية وذكاء الرؤية لتقنية المعلومات.[3]
- عضو الجمعية الدولية للمساحة التصويرية والاستشعار عن بعد.[4]

## المؤلفات
كتاب: «نحو توحيد المقاييس الفنية لتعيين وترسيم الحدود الدولية».